# Sapekhburto K'lubi Margveti Zest'aponi
Il Sapekhburto K'lubi Margveti Zest'aponi (in georgiano საფეხბურთო კლუბი მარგვეთი ზესტაფონი?), meglio nota come Margveti Zest'aponi è stata una società calcistica georgiana con sede nella città di Zestaponi. Nella sua storia ha disputato per otto stagioni consecutive la Umaglesi Liga, massima serie del campionato georgiano di calcio.

## Storia
Il club venne fondato nel 1990, venendo ammesso alla prima edizione della Pirveli Liga, seconda serie del neonato campionato georgiano di calcio. Nello stesso 1990 con il secondo posto conquistato venne promosso in Umaglesi Liga, la massima serie georgiana. Partecipò alla Umaglesi Liga per le otto stagioni successive, posizionandosi principalmente a metà classifica. Nella stagione 1993-1994 concluse al terzo posto il raggruppamento est, venendo ammesso alla fase finale dove chiuse il campionato all'ottavo posto. Nella stagione 1995-1996 raggiunse il suo miglior risultato con il secondo posto finale, superando il K'olkheti-1913 Poti e il Samt'redia con cui aveva concluso a pari punti. Grazie a questo risultato venne ammesso alla Coppa UEFA per l'edizione 1996-1997. Nel primo turno preliminare affrontò i maltesi dello Sliema Wanderers, vincendo l'andata in trasferta per 3-1, ma subendo in casa la rimonta dello Sliema che vinse per 3-0 e si qualificò al turno successivo. Nella stagione 1997-1998 concluse il campionato al sedicesimo ed ultimo posto con soli 13 punti conquistati in 30 partite, venendo così retrocesso in Pirveli Liga. Disputò il campionato di Pirveli Liga per due stagioni e nel 2000 venne dichiarata la bancarotta della società.

## Statistiche

### Partecipazione alle competizioni UEFA
| Stagione  | Torneo     | Turno                   | Club             | Andata | Ritorno | Totale |
| --------- | ---------- | ----------------------- | ---------------- | ------ | ------- | ------ |
| 1996-1997 | Coppa UEFA | Primo turno preliminare | Sliema Wanderers | 3-1    | 0-3     | 3-4    |

## Palmarès

### Altri piazzamenti
- Campionato georgiano:

Secondo posto: 1995-1996
- Erovnuli Liga 2:

Secondo posto: 1990